# Strange Fire
Strange Fire è il primo album in studio del duo musicale statunitense Indigo Girls, pubblicato nel 1987.

## Tracce
1. Make It Easier – 3:59 (Emily Saliers)
2. Walk Away – 5:29 (Amy Ray)
3. Crazy Game – 2:53 (Saliers)
4. I Don't Wanna Know – 3:16 (Michelle Malone, Ray)
5. You Left It Up to Me – 4:57 (Ray)
6. Hey Jesus – 4:08 (Saliers)
7. Strange Fire – 5:29 (Ray)
8. High Horse (Saliers)
9. Left Me a Fool – 4:53 (Saliers)
10. Land of Canaan – 4:09 (Ray)
11. Blood and Fire – 4:38 (Ray)

## Formazione
- Amy Ray - voce, chitarra
- Emily Saliers - voce, chitarra